# Islandais (cheval)
Vous lisez un « bon article » labellisé en 2010.
Pour les articles homonymes, voir Islandais (homonymie).
L'islandais est une race de chevaux de selle de petite taille, qui forme l'unique race de chevaux originaire d'Islande. Ces animaux sont vraisemblablement les descendants directs des montures amenées en bateau par les Vikings lors de la colonisation de l'Islande. Les Islandais sont restés très fiers de leurs chevaux, qu'ils citent régulièrement dans leurs sagas. Les importations de chevaux sont interdites sur l'île depuis le Xe siècle et de ce fait, l'islandais n'a pas subi de croisements depuis les années 900. Il reste très longtemps une race exclusive à l'île d'Islande. La sélection naturelle lui permet d'acquérir une grande résistance aux conditions climatiques, en se contentant d'une nourriture pauvre.
Bien qu'il y ait une relation étroite entre ces chevaux et des poneys, surtout celtiques, les Islandais ont gardé le nom de « cheval » pour désigner leurs montures. Ces animaux sont caractérisés par leur taille réduite, leur grande robustesse et rusticité, leurs robes très variées et leur particularité de posséder fréquemment cinq allures, soit le tölt et l'amble en plus des trois allures habituelles du cheval. Leur utilisation est multiple, puisqu'ils servent encore au gardiennage des moutons sur leur île d'origine. Des courses et des concours d'allures spéciaux leur sont totalement réservés, ils peuvent également être élevés pour leur viande bien qu'ils soient employés comme montures de loisir.
L'islandais ne fut exporté que tardivement, au XXe siècle. Depuis, son succès en a fait une race représentée par des associations dans 19 pays, particulièrement en Europe de l'Ouest, en Scandinavie et en Amérique du Nord. Près de la moitié des chevaux islandais exportés se trouvent en Allemagne.

## Histoire

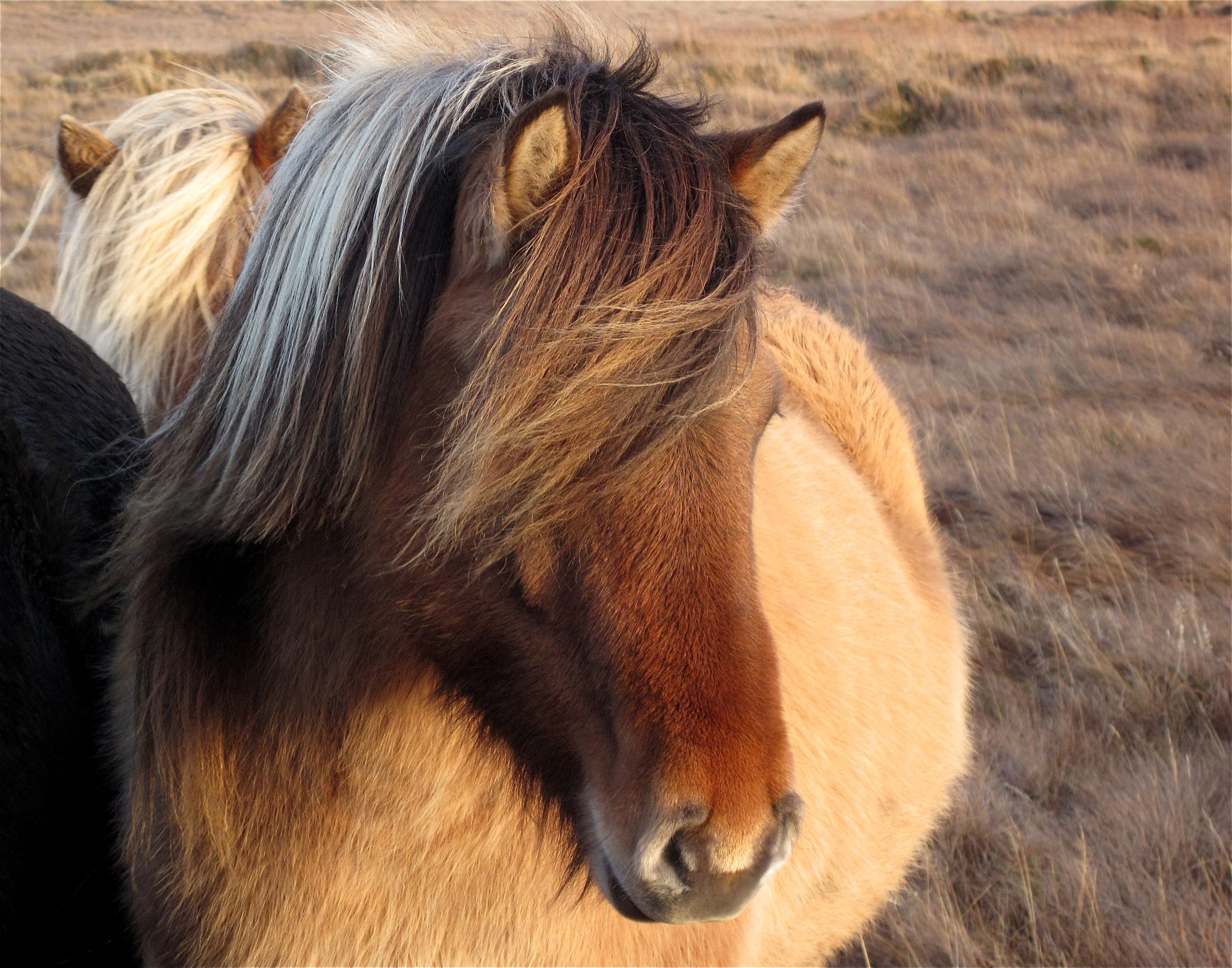
Cheval islandais avec son épais manteau de poils d'hiver.

### Ancêtres
Les ancêtres du cheval islandais ont probablement été amenés en Islande par bateau grâce aux Vikings, entre 860 et 935, l'île n'ayant jamais eu de poney indigène. Les colons nordiques ont été suivis par des immigrants de colonies du Nord de l'Irlande, de l'île de Man et des îles de l'Ouest de l'Écosse. Ces colons tardifs ont apporté avec eux les ancêtres des poneys Shetland, du Highland et du Connemara, qui furent croisés avec les chevaux nordiques. Elwyn Hartley Edwards envisage un lien de parenté avec le Iakoute. Des similitudes morphologiques existent avec le Nordlandshest de Norvège, le Féroé et le Fjord qui a peut-être été amené de Norvège vers l'Islande. Il y a environ 900 ans, des tentatives d'introduction de sang oriental eurent pour résultat la dégénérescence du cheptel et en 982, l'Althing vota des lois interdisant l'importation de chevaux en Islande, ce qui stoppa les croisements : l'islandais est donc de race pure depuis plus d'un millénaire,.

### Du Moyen Âge auXXesiècle

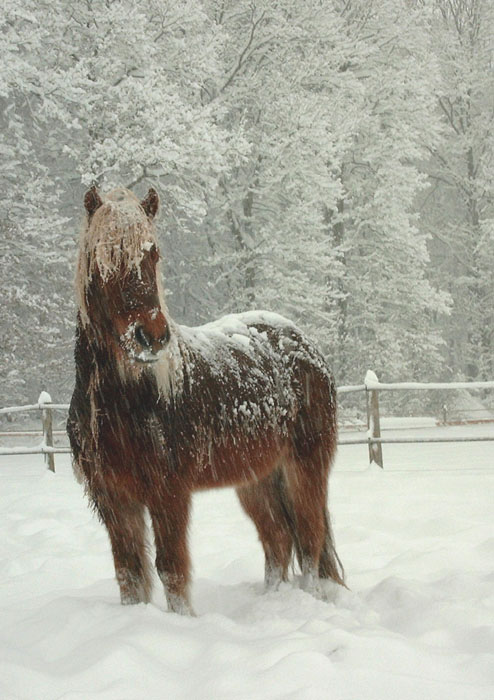
La sélection naturelle a rendu les chevaux plus résistants aux conditions climatiques.

Le premier cheval islandais connu par son nom est la jument Skalm qui apparaît dans le Landnámabók (livre de la colonisation) du XIIe siècle : selon le Landnámabók, le chef Seal-Thorin a fondé une colonie à l'endroit où Skalm s'arrêta et se coucha avec son chargement. Les chevaux sont souvent considérés comme le bien le plus précieux durant la période médiévale islandaise. Indispensables aux guerriers, les chevaux de guerre sont parfois enterrés aux côtés de leur cavalier.
La sélection naturelle a joué un rôle majeur dans le développement de la race, un grand nombre de chevaux mourant du manque de nourriture et de l'exposition aux éléments. Les petits chevaux déjà rustiques se sont habitués aux conditions climatiques de l'île et à son terrain escarpé, et se sont nourris de lichen, d'algues marines, voire de débris de poissons. Entre 874 et 1300, durant l'optimum climatique médiéval, les éleveurs islandais sélectionnèrent leurs chevaux sur des critères de couleurs de robe et de conformation. De 1300 à 1900, le climat se fit plus dur et de nombreux chevaux et hommes moururent. La première course islandaise officielle est organisée à Akureyri en 1874. Entre 1783 et 1784, environ 70 % des chevaux de l'île furent tués par empoisonnement avec des cendres volcaniques et par la famine après l'éruption du Laki en 1783,. La population se reforma lentement durant le siècle suivant et l'élevage sélectif reprit au début du XXe siècle. La première société d'élevage islandaise fut fondée en 1904 et le premier registre d'élevage établi en Islande en 1923.

### Exportations du cheval islandais
À la fin du XIXe siècle, le cheval islandais est exporté pour travailler dans les mines anglaises dans les mines de charbon en raison de sa force et de sa petite taille. Cependant, ces chevaux n'ont jamais été enregistrés et peu de preuves permettent de retracer leur existence. La première exportation officielle de chevaux islandais est faite par l'Allemagne dans les années 1940. Le Royaume-Uni reçut officiellement ses premiers chevaux en 1956, lorsque Stuart McKintosh, un fermier écossais, commença un programme d'élevage. D'autres éleveurs suivirent les traces de McKintosh et la Icelandic Horse Society of Great Britain fut fondée en 1986,. Les exportations de chevaux islandais augmentèrent graduellement, et depuis 1969, de nombreuses sociétés d'élevage ont travaillé à la préservation, l'amélioration et la commercialisation du cheval islandais avec le soutien de l’International Federation of Icelandic Horse Associations (FEIF).
Il est en revanche interdit d'introduire un cheval qui n'est pas né sur l'île ou qui l'aurait quittée pour préserver la race d'éventuelles maladies et de croisements.
En 2021, avec plus de 3 000 exportations, il s'agit d'une année record pour les exports de chevaux depuis l'Islande.

## Description

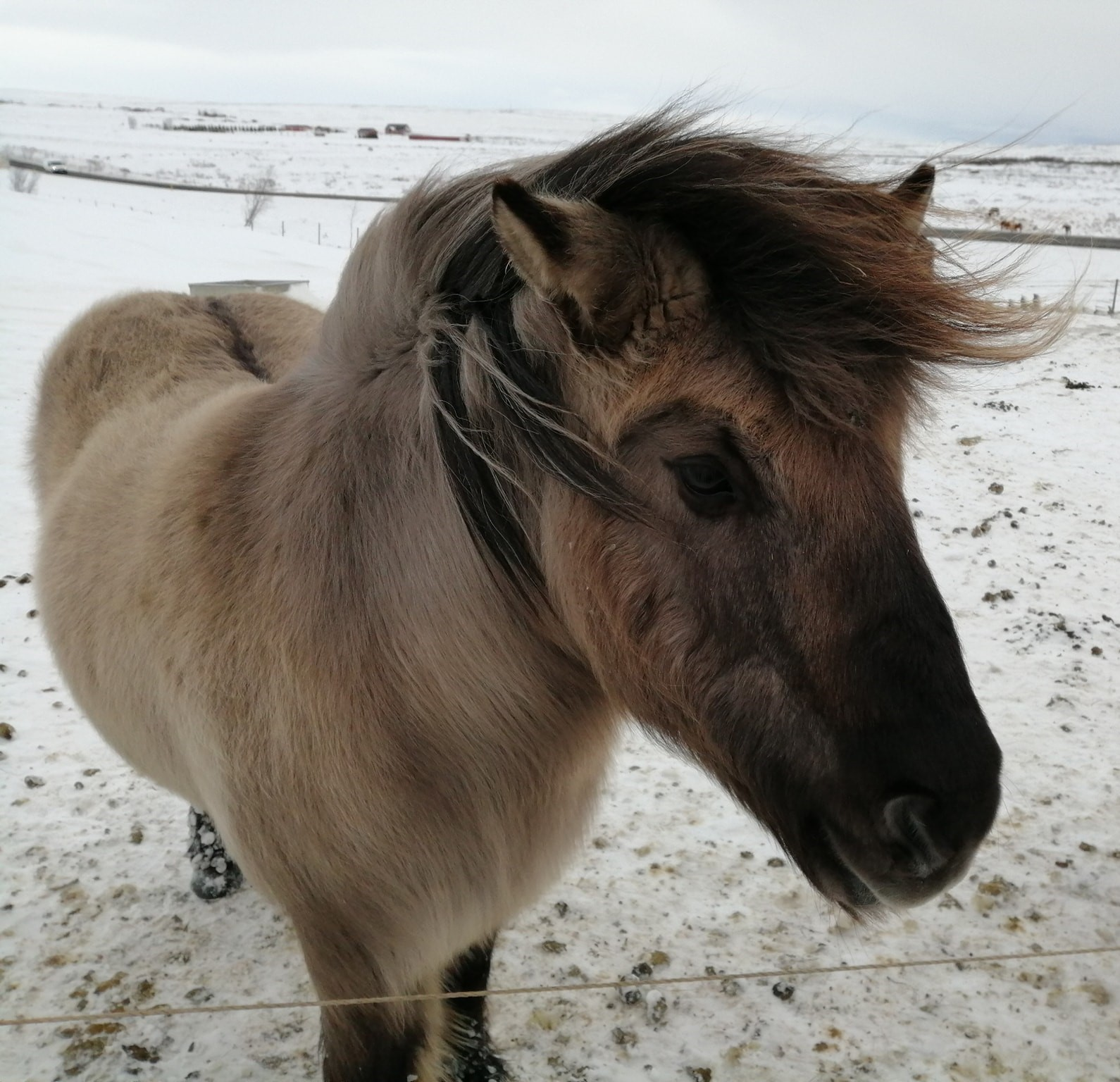
Cheval islandais en hiver.

Les chevaux islandais pèsent entre 300 kg et 400 kg et mesurent de préférence entre 1,35 mètre et 1,45 mètre au garrot pour une moyenne de 1,35 mètre, ce qui est considéré comme la hauteur d'un poney, bien que les éleveurs et les registres d'élevage associent l'islandais à un cheval,. Il existe plusieurs théories pour expliquer pourquoi l'islandais est toujours appelé « cheval » : l'une d'elles met en jeu le tempérament fougueux et la grande personnalité de la race, une autre l'absence de mots islandais équivalent à « poney », une autre encore suggère que le poids, la structure osseuse et les aptitudes à tracter des charges lourdes de l'islandais le placent dans la catégorie des chevaux. La conformation de l'islandais varie énormément selon le but recherché par l'éleveur : trait, de selle, d'allures ou de boucherie. Certains éleveurs se spécialisent dans l'obtention d'une couleur de robe particulière plutôt que sur la conformation de l'islandais. L'islandais est classé parmi les 23 plus belles races chevalines du monde d'après la revue Cheval pratique

### Maturité et longévité

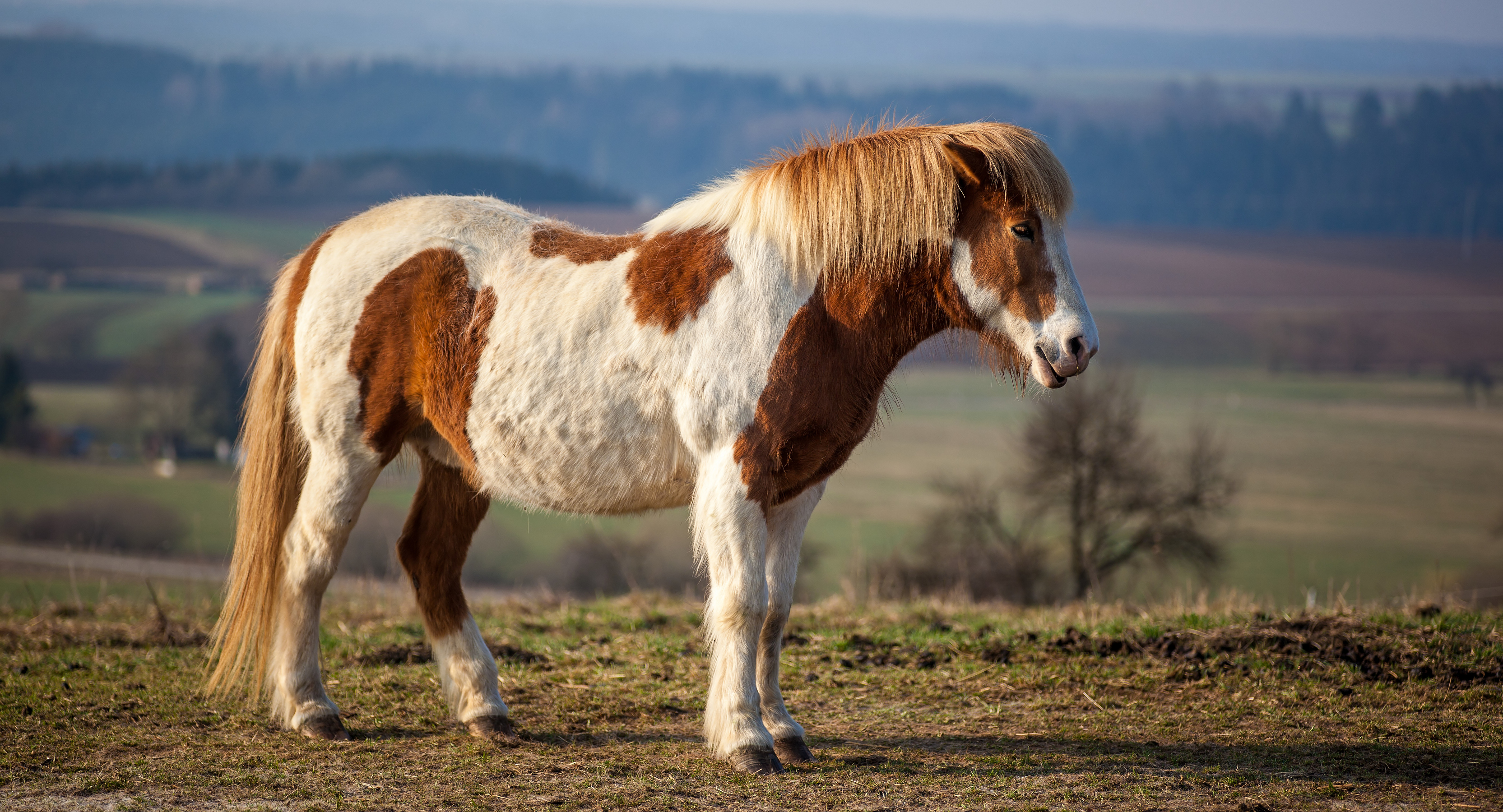
Islandais pie.

L'islandais se développe lentement : en règle générale, le débourrage est effectué aux alentours de cinq ans, contre deux ou trois ans pour les autres chevaux. Cette maturité lente est le résultat de son adaptation à un mode de vie rude. La maturité n'est atteinte qu'à partir de sept ans et les années les plus productives se situent entre huit et dix-huit ans, bien que l'islandais conserve sa force et son endurance jusqu'à ses vingt ans. Un mâle détenu au Danemark a atteint l'âge record de 56 ans. La race est très fertile, et les deux sexes peuvent se reproduire jusqu'à plus de 25 ans ; des juments ont pouliné à l'âge de 27 ans. La longévité moyenne se situe autour de 35 à 40 ans, ce qui est exceptionnel parmi les équidés.

### Robe
Toutes les robes sont admises par le standard de la race hormis le léopard couramment appelé appaloosa ce qui fait que de nombreuses robes différentes peuvent être trouvées, telles que les classiques bai, bai sombre, noir, alezan ou gris. On trouve aussi des robes réputées plus rares chez le cheval ou particulières aux races primitives telles que l'isabelle, le souris, le palomino, le pie et le rouan. En langue islandaise, il existe plus de cent noms différents pour désigner les robes des chevaux du pays,. L'islandais peut présenter les caractéristiques typiques des chevaux primitifs, telles les zébrures sur les membres et la raie de mulet.

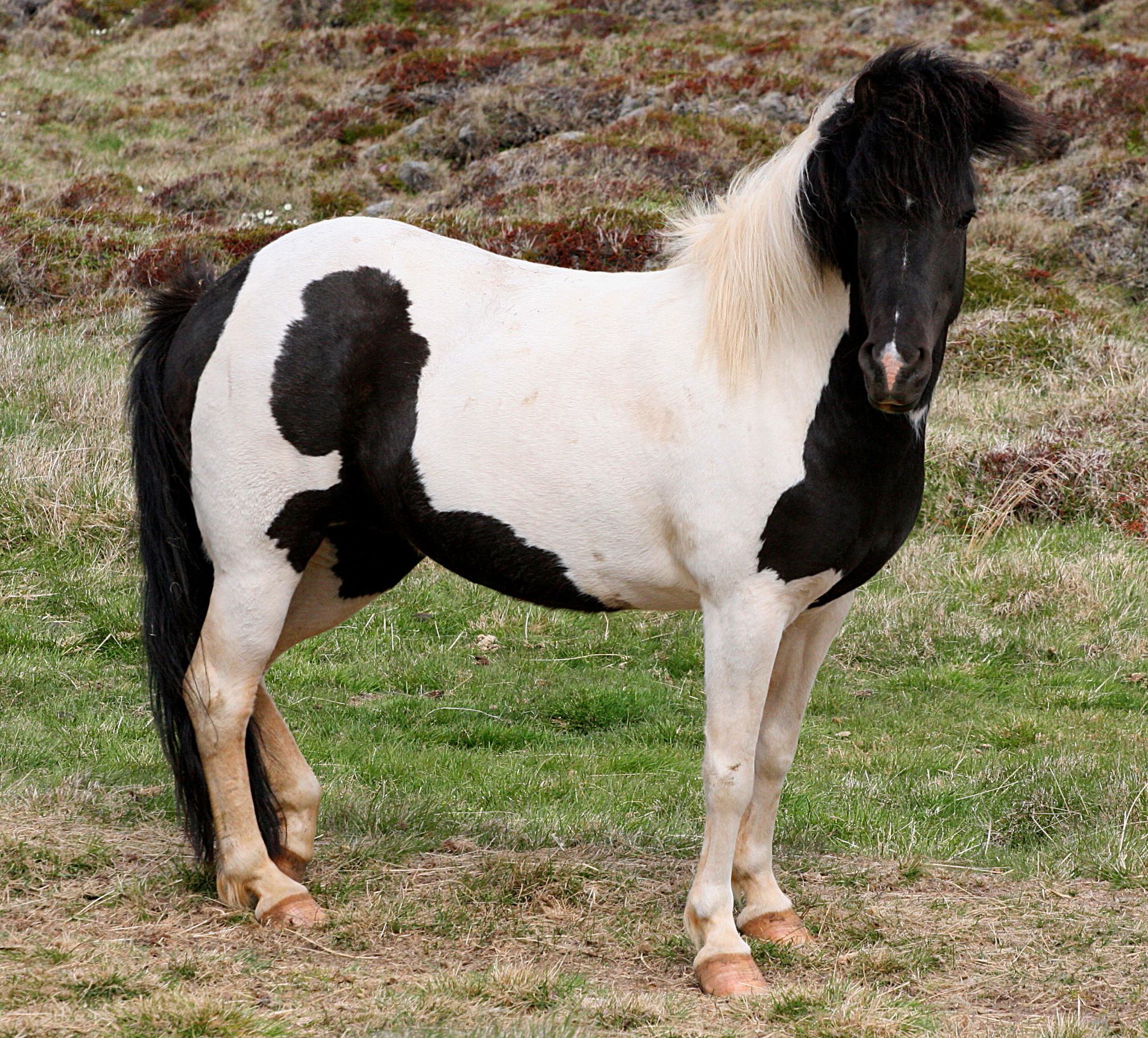
Islandais de robe pie-noire.
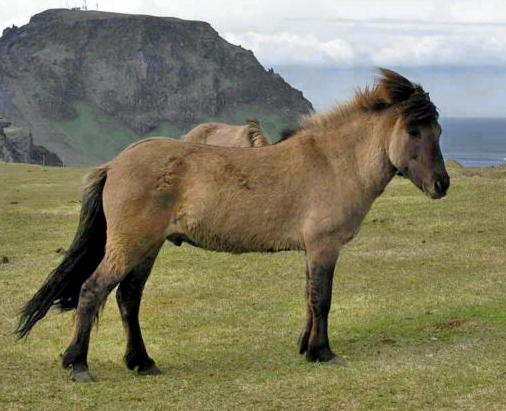
Islandais isabelle présentant des zébrures sur les membres et des caractéristiques primitives.
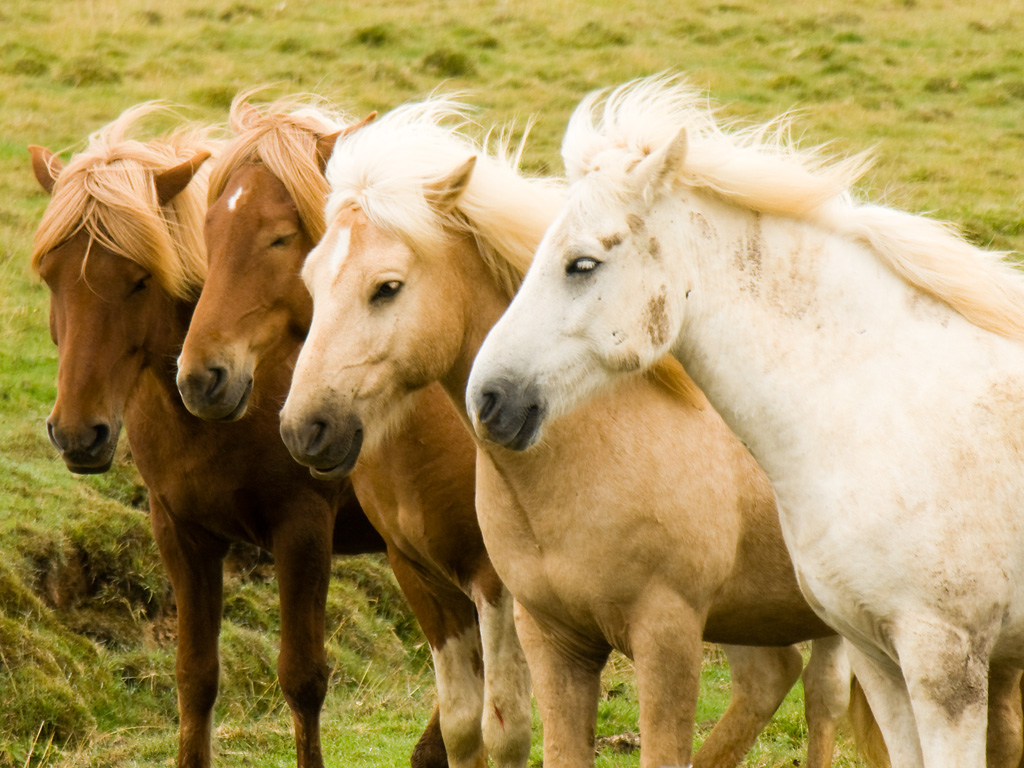
Groupe de chevaux islandais présentant des robes variées ; gris, palomino et alezan avec les crins lavés.
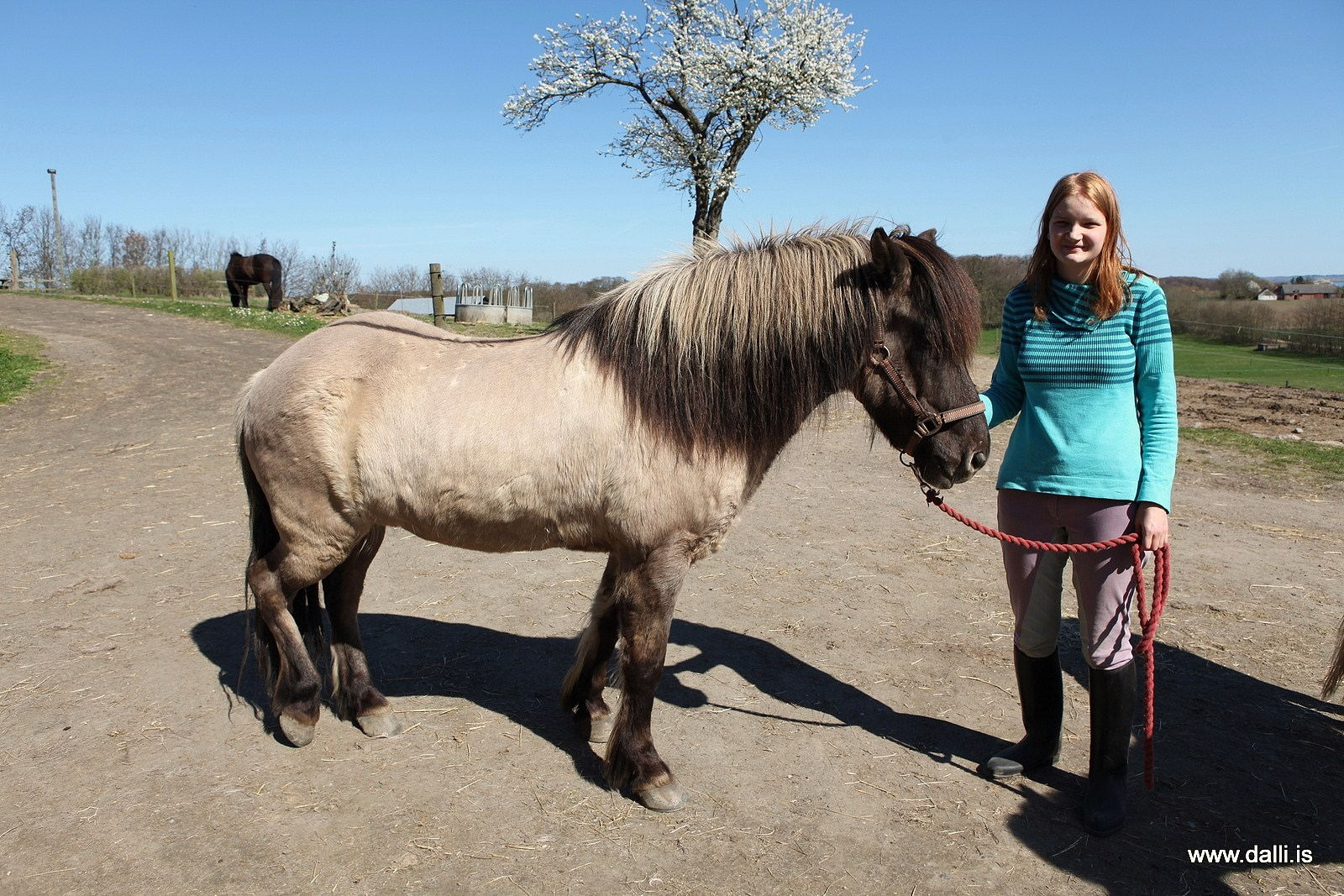
Islandais souris, avec la tête noire nommée « cap de maure » et une raie de mulet bien visible.

### Standard morphologique
Tête
La tête est assez grosse et forte pour sa taille, caractéristique des chevaux rustiques,. Le profil est droit, aux traits précis et expressifs, avec une peau mince et des poils fins. Les oreilles, petites, ont des parois minces et sont portées pointées et droites. Les yeux sont grands, intelligents, bien ouverts, avec un grand champ visuel, et entourés d’une fine structure osseuse. Les naseaux sont largement ouverts. Les ganaches sont bien marquées, mais légères et proportionnées à la tête.

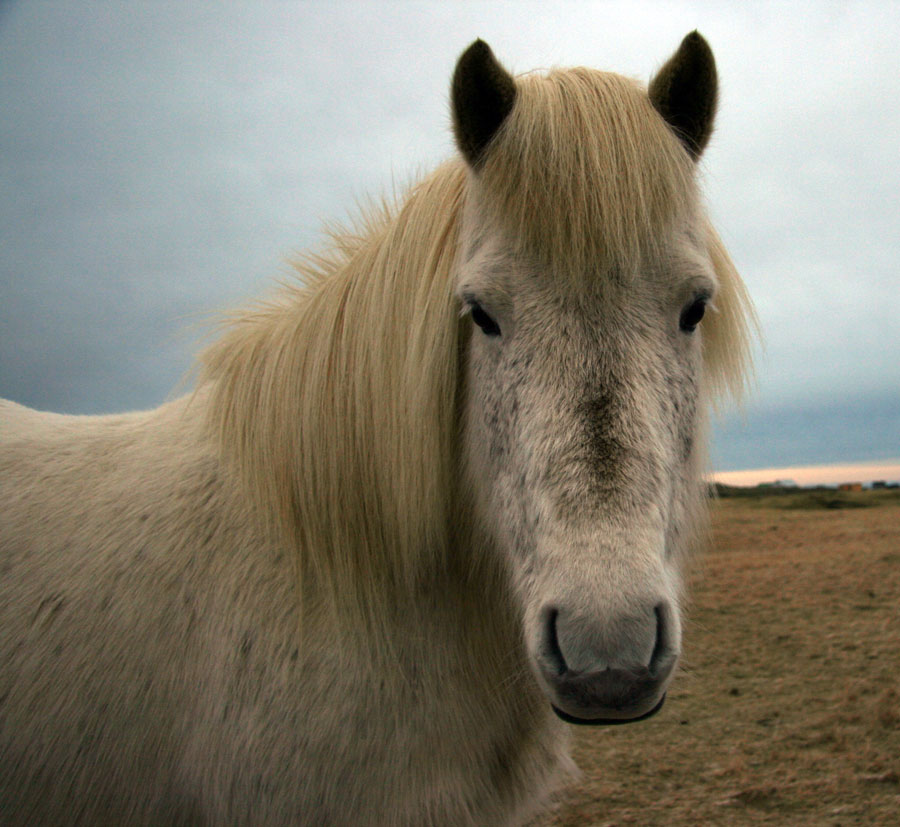
Tête d'un cheval islandais gris.
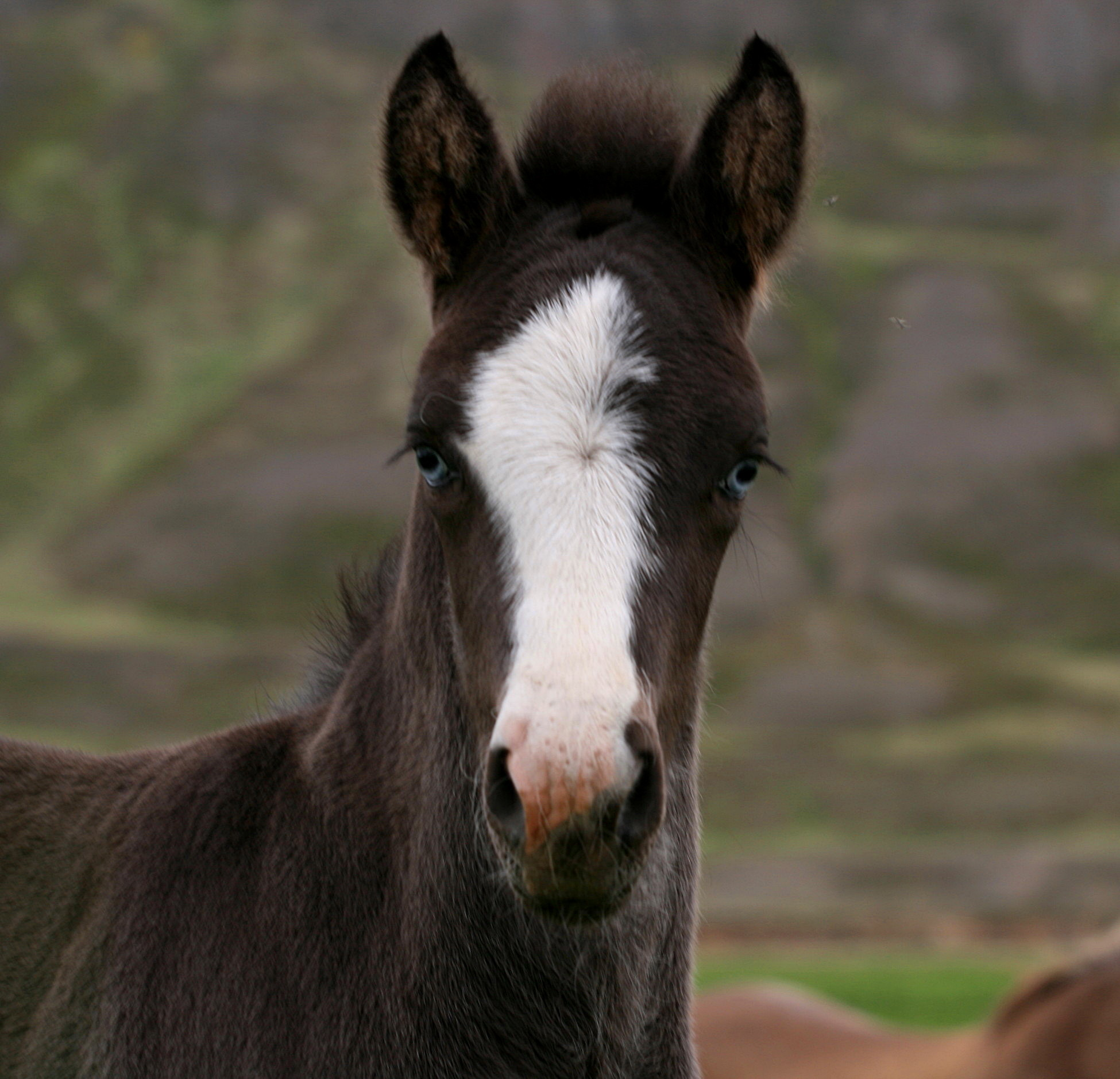
Tête d'un poulain islandais présentant une large liste et des yeux bleus.
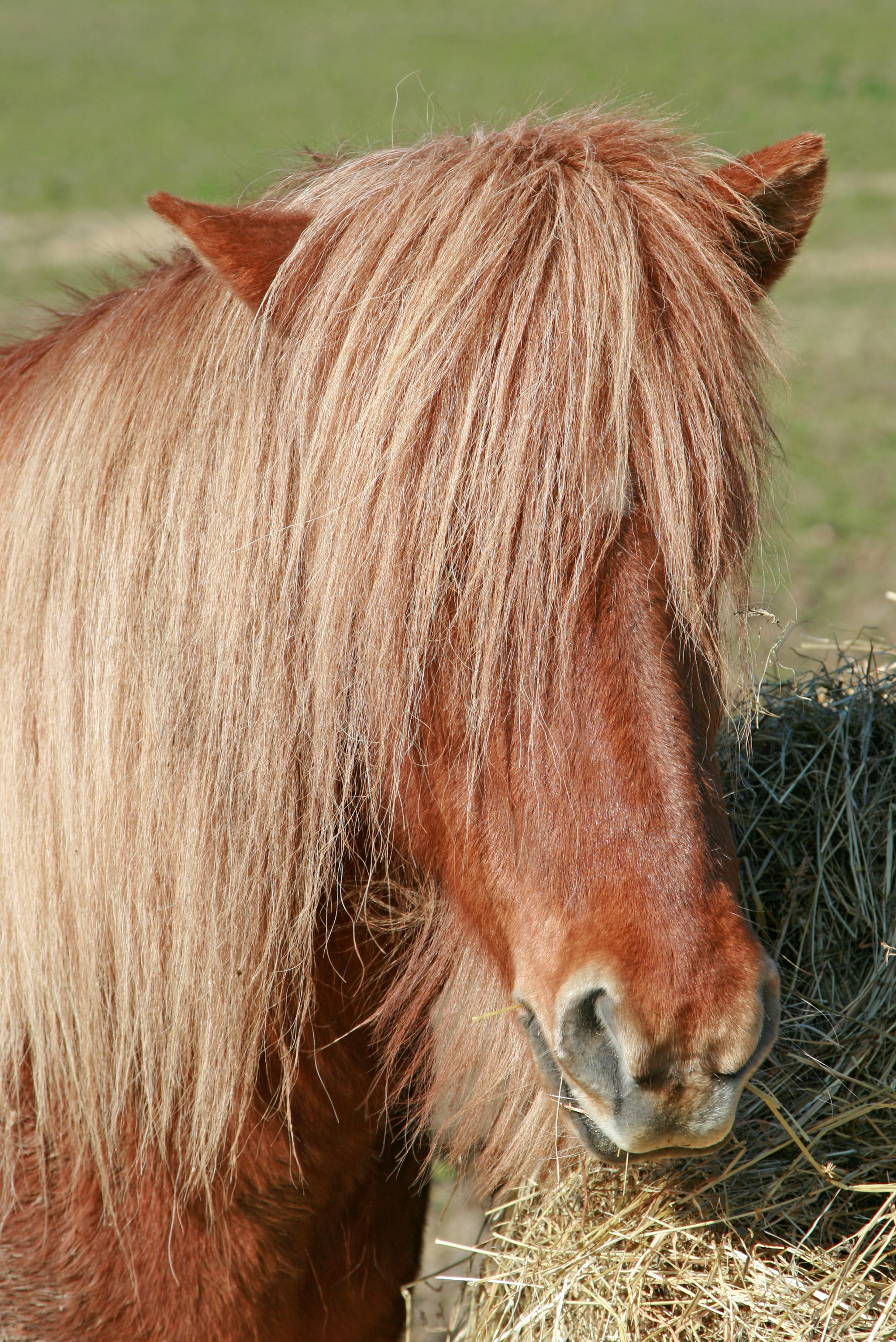
Détail sur la crinière particulièrement fournie d'un islandais alezan.

Avant-main
L'encolure est forte et trapue, courte et puissante, bien attachée, portée haute, déliée à son sommet, et nettement séparée du reste du corps. Le garrot est haut et long, les épaules longues et obliques.
Dos
Le dos est porteur mais souple, large et bien musclé, sans rupture de ligne jusqu’à la croupe. Sa conformation permet au cheval porter de lourdes charges à allure rapide sur de longues distances. L'impression générale est celle d'un corps trapu.
Arrière-main
La croupe est longue et oblique, également musclée de chaque côté. Les muscles de la croupe se rétrécissent légèrement vers la queue. Les cuisses sont longues et bien musclées.
Membres

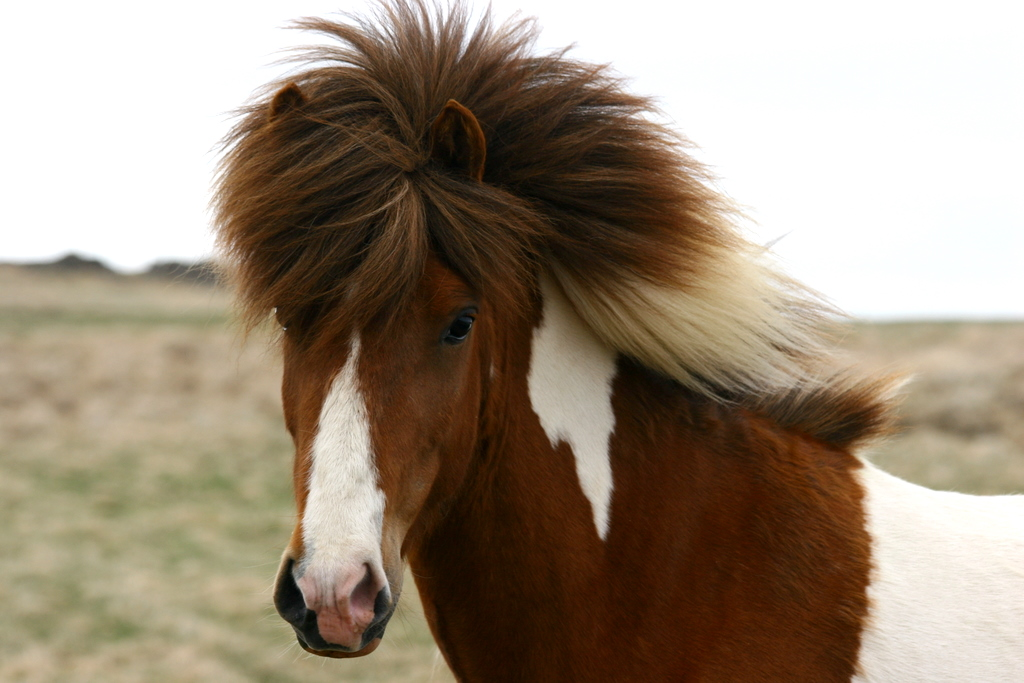
La crinière de l'islandais est généralement laissée longue.

Les membres sont secs, nets, bien charpentés et résistants. Les canons sont d'ordinaire courts et les tendons forts. L'avant-bras est puissant. Les membres doivent être droits vus de profil et les aplombs doivent être droits, y compris en mouvement. Les postérieurs peuvent être légèrement panards de la jambe. Les sabots sont ronds devant et ovales derrière, la corne en est très dure, bien adaptée aux terrains difficiles et à la marche sur les sols rocheux. La sole est épaisse et concave, la fourchette large et les talons forts.
Crins
La crinière est hirsute et fournie et son poil est long et épais. On laisse généralement la crinière du cheval longue. En compétition d’allure il est d’ailleurs interdit de couper les crins de son cheval ou bien même de les natter.

### Tempérament

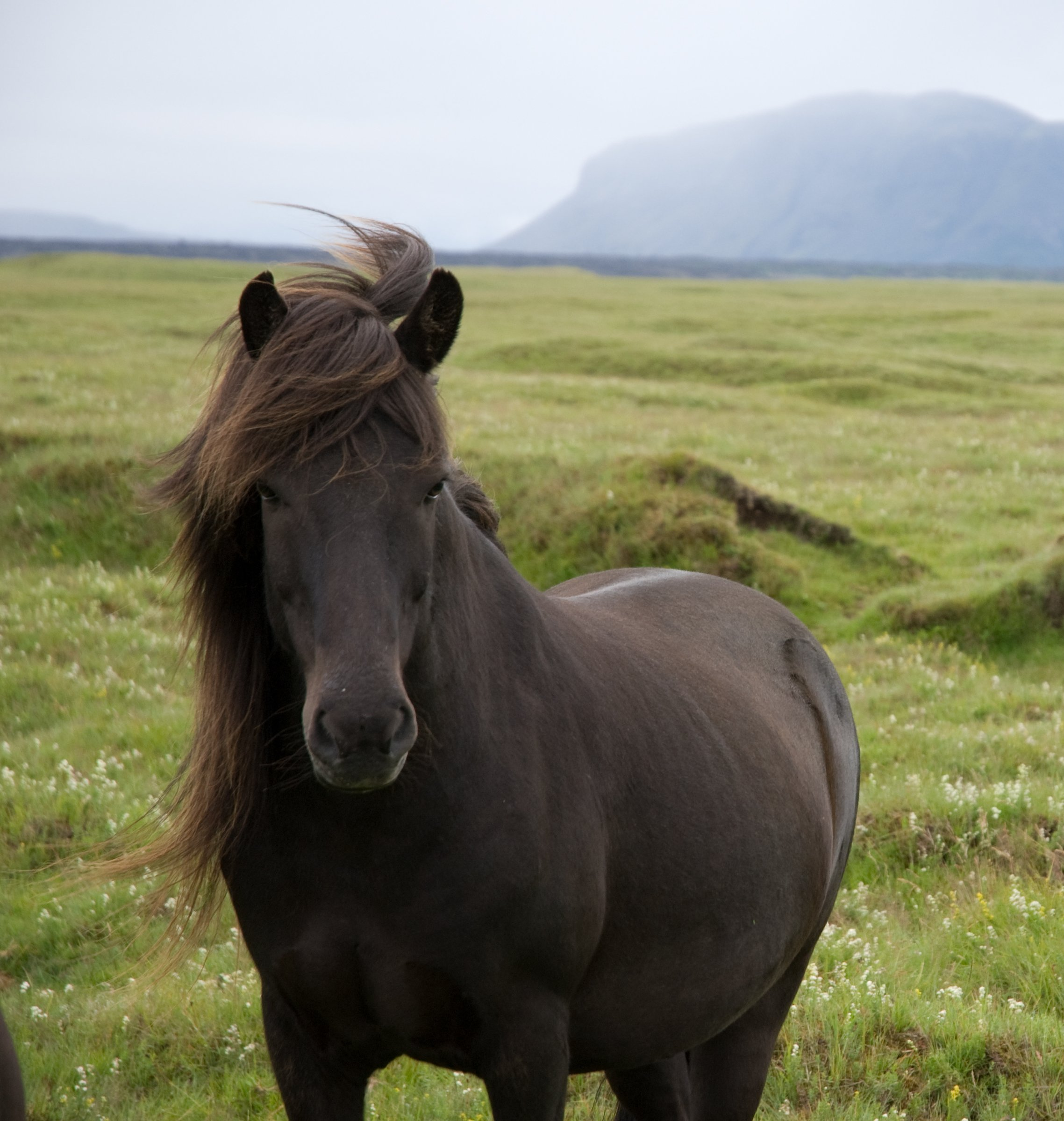
L'Islandais est réputé pour son sens de l'orientation.

On considère que la race est peu farouche, probablement en raison de l'absence de prédateurs en Islande. Amical, docile, facile à prendre en main, enthousiaste et assuré, l'islandais peut se montrer doux et affectueux envers son cavalier, mais il est également très indépendant. L'une de ses caractéristiques reconnues est son excellent sens de l'orientation, résultat de sa vie en semi-liberté dans son pays natal. En principe, il retrouve toujours le chemin de son écurie.

### Allures
L'islandais connaît cinq allures différentes, qui étaient courantes chez les chevaux européens avant les diverses sélections successives, et il est connu pour son pied sûr et son habileté sur les terrains difficiles. En plus des trois allures traditionnelles (pas, trot et canter/galop), l'islandais pratique deux allures supplémentaires, le tölt et l'amble. Notons tout d'abord que, bien que la plupart des experts considèrent le galop et le canter comme deux allures différentes en raison d'une petite variation dans la façon de poser les pieds, les registres d'élevage de l'islandais ne font pas de différenciation entre ces deux allures.
L'Islandais a fait l'objet d'une étude visant à déterminer la présence de la mutation du gène DMRT3 à l'origine des allures supplémentaire : l'étude de 219 sujets a permis de détecter la présence de cette mutation chez 74,7 % d'entre eux, et l’existence de chevaux d'allures (tölt et amble) parmi la race.

#### Tölt

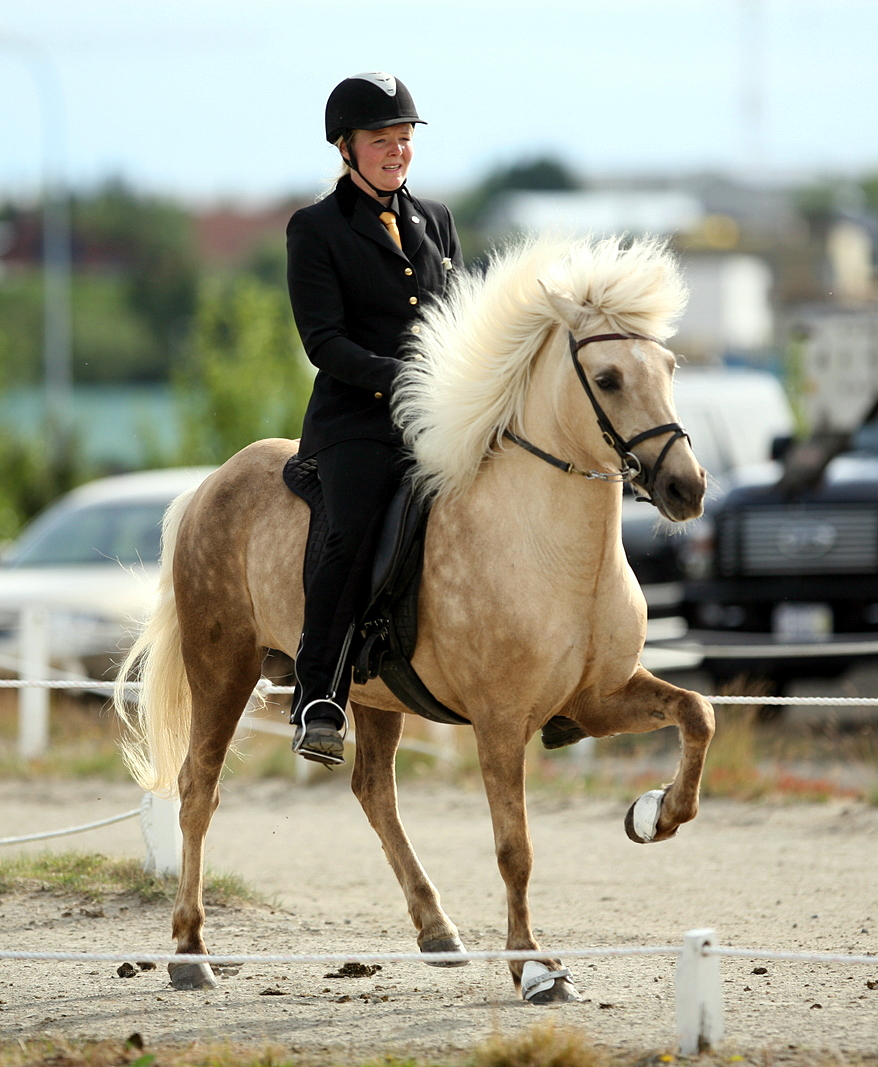
Un islandais palomino pratiquant le tölt.

La première allure additionnelle est un amble latéral à quatre temps connu sous le nom de tölt. Cette allure très rapide est confortable et permet de couvrir une grande surface de terrain. Le mécanisme du tölt est le même que celui du pas (postérieur gauche, antérieur gauche, postérieur droit, antérieur droit), mais peut être exécuté sur une plus grande variation de vitesses, allant de celle du pas rapide au galop normal. Elle est souvent comparée à d'autres ambles latéraux comme le rack du cheval de selle américain, le largo du Paso Fino ou le running walk du Tennessee Walker. Certains chevaux islandais préfèrent aller au tölt plutôt qu'au trot, et inversement. Un entraînement adapté permet d'améliorer les allures trop molles, mais le tölt est une allure naturelle connue dès la naissance,,. Deux formes de tölt inconfortables pour le cavalier, existent : un tölt appelé « Pig's Pace » ou « Piggy-pace » plus proche d'un pas en deux temps que d'un amble à quatre temps, la seconde appelée Valhopp est une combinaison de tölt et de canter le plus souvent pratiqué par de jeunes chevaux non entraînés ou par des chevaux qui ont tendance à mélanger leurs allures.

#### Amble
La deuxième allure additionnelle est l'amble, une forme de pas rapide et homogène utilisée par d'autres races, et qui peut permettre d'atteindre les 48 km/h, sans toutefois permettre des voyages longue distance. Contrairement au tölt, cette allure n'est pas connue de tous les chevaux islandais, et les individus capables d'utiliser les deux allures sont considérés comme les meilleurs spécimens de la race. L'amble est une allure latérale en deux temps avec un temps de suspension entre deux mouvements : antérieur et postérieur gauches, suspension, antérieur et postérieur droits. Cette allure ne peut être exécutée que sur des chevaux bien entraînés et équilibrés montés par de bons cavaliers. Un pas lent est inconfortable pour le cavalier et est déconseillé lors de l'entraînement du cheval spécifique à cette allure. Bien que la plupart des chevaux pratiquant l'amble soit attelé à des sulkies, en Islande l'allure est utilisée montée.

### Santé et entretien

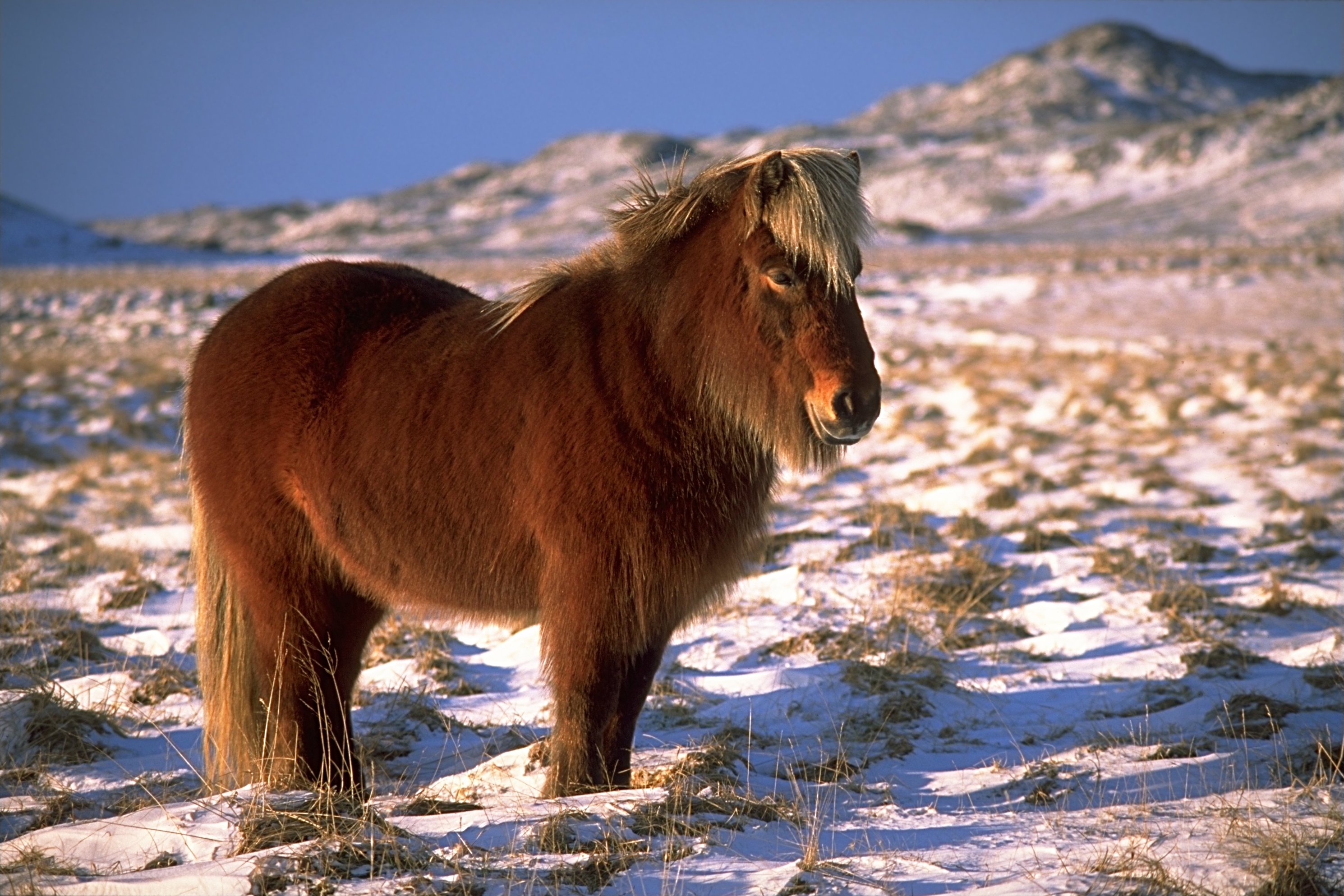
Cheval islandais avec son épais manteau d'hiver.

Ce cheval peut traverser tous les types de paysages islandais sans encombre et sans chuter. Il est extrêmement rustique et vit généralement à l'extérieur toute l'année.

#### Nourriture
La race est connue pour être robuste et se satisfaire d'une nourriture maigre ; elle possède également un pelage épais permettant une bonne isolation face aux températures froides. Dans la nature islandaise, puisque les chevaux sont élevés en semi-liberté, ils vont se nourrir d'herbe ou d'arbustes : une nourriture pauvre dont ils s'accoutument bien. Une nourriture trop riche (en particulier des granulés) risque de provoquer chez eux des fourbures ou des coliques. Ils doivent donc être rationnés, car ils ont de plus tendance à se gaver lorsqu'ils sont mis au pâturage

#### Maladies
Isolé des autres chevaux, l'islandais détenu en Islande est rarement atteint de maladies, à l'exception de certains parasites internes. Cependant, la race n'est pas immunisée aux maladies extérieures, et l'apparition d'une nouvelle maladie à l'intérieur de l'île dévasterait probablement les populations insulaires. Les lois protectrices quant à l'importation de chevaux et de matériel équestre sont donc primordiales. Une loi de l'Althing de 982 prévoit qu'il est interdit d'importer des chevaux en Islande, afin de préserver la race.

#### Consanguinité
Les chevaux ont prouvé également avoir une résistance surprenante aux problèmes liés à la consanguinité : en effet, après des tentatives ratées d'amélioration de la race avec des chevaux orientaux en 930, l'île a fermé ses portes à l'importation de chevaux et a interdit tout croisement. Les chevaux islandais se sont donc reproduits entre eux et ce pendant plus de mille ans. De plus, le climat rude de l'île ferme les routes et voies de communication entre certaines régions en hiver : pourtant, même dans de petits élevages isolés, aucun problème lié à la consanguinité n'a jamais surgi. De manière plus étonnante, les tares se sont éliminées en raison d'une rude sélection naturelle.

## Utilisations

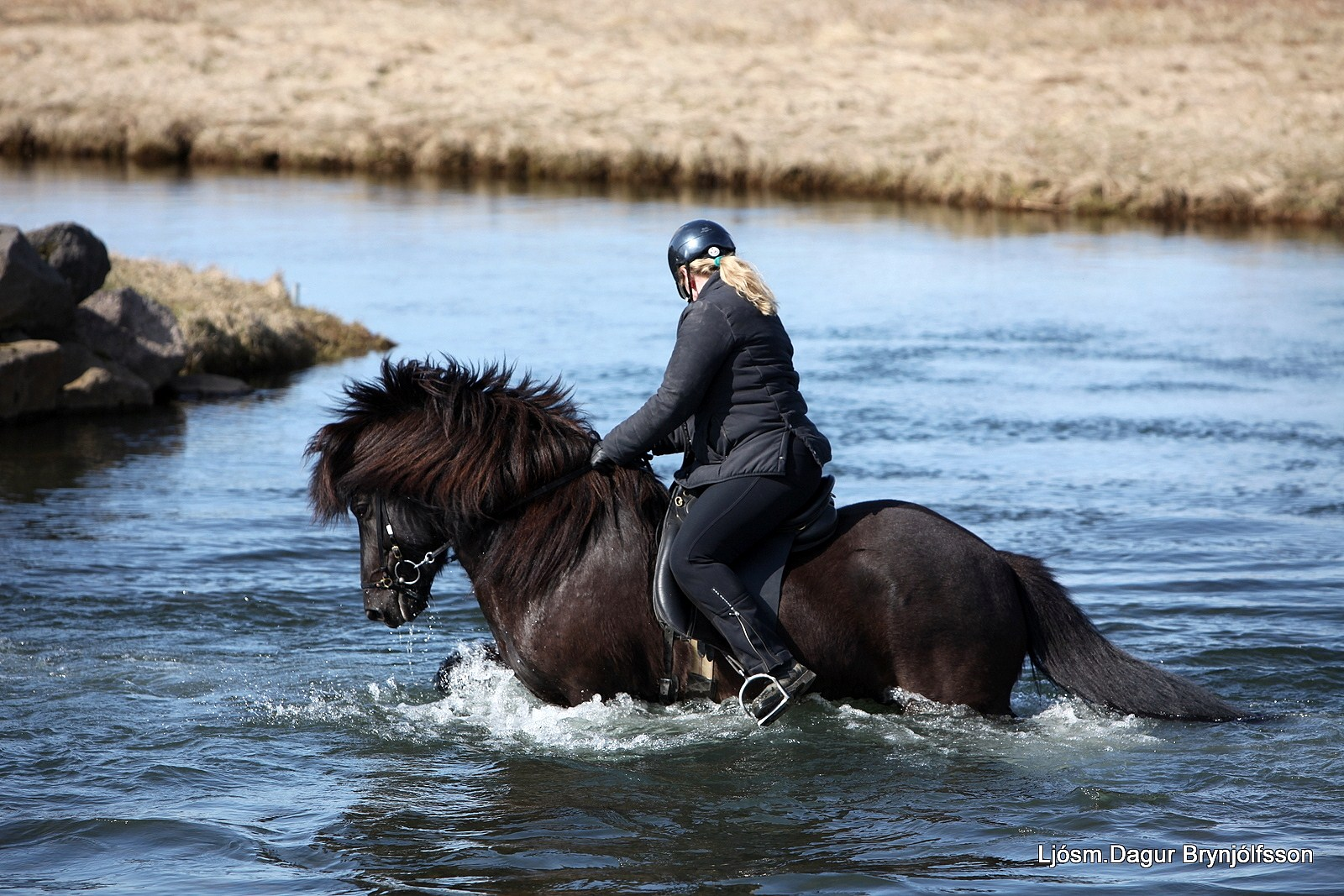
Cheval islandais traversant une rivière.

La plupart des chevaux islandais sont utilisés pour la compétition et l'équitation de loisir,.
Ce cheval continue de jouer un rôle important pour la population du pays, malgré la mécanisation qui diminue la nécessité d'utilisation. De nombreuses courses sont organisées à travers le pays d'avril à juin. Les courses sont aussi bien de plat que d'obstacles, sans compter les présentations des talents de cheval d'allure de l'islandais. Des courses hivernales ont également lieu sur des bassins glacés, ce qui peut occasionnellement entraîner des accidents durant lesquels le cheval et son cavalier tombent dans l'eau glacée et doivent être rapidement secourus. Les premiers concours visant à améliorer la qualité des chevaux sont organisés en 1906. La Agricultural Society of Iceland et le National Association of Riding Clubs organisent des concours réguliers avec une grande variété de classes. Certains chevaux sont encore élevés pour leur viande, notamment à destination du marché japonais. Enfin, le cheval islandais est toujours utilisé par les fermiers pour rabattre leurs moutons dans les Hautes Terres d'Islande. L'Islandais est entré en croisement pour créer le cheval de Heck.

## Diffusion de l'élevage

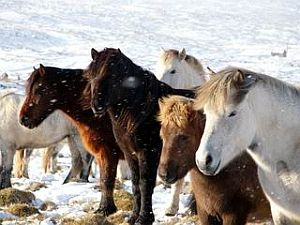
Un troupeau de chevaux islandais.

L'Islandais est considéré par l'étude de l'université d'Uppsala (2010) comme une race à diffusion internationale et transfrontière, présente en Europe et en Amérique du Nord. La race est présente en faible nombre en Finlande, un peu plus nombreuse en France et en Slovénie, très abondante en Islande, en Suède, au Danemark, en Allemagne et aux Pays-Bas. Les effectifs sont inconnus en Australie, en Belgique et dans le Royaume-Uni. Par ailleurs, l'ouvrage Equine Science (4e édition de 2012) le classe parmi les races de poneys peu connues au niveau international.

### Enregistrement
Le cheval islandais est représenté par des associations dans 19 pays avec l'International Federation of Icelandic Horse Associations (FEIF) comme organisation centralisatrice. La FEIF a été fondée le 25 mai 1969 par six pays fondateurs : l'Autriche, le Danemark, l'Allemagne, l'Islande, les Pays-Bas et la Suisse. La France et la Norvège rejoignirent le mouvement en 1971, suivies par la Belgique et la Suède en 1975. Plus tard, la Finlande, le Canada, le Royaume-Uni, les États-Unis, les îles Féroé, le Luxembourg, l'Italie, la Slovénie et l'Irlande devinrent membre de la FEIF, bien que l'Irlande s'en retira en raison d'un manque de membres. La Nouvelle-Zélande possède le statut de « membre associé ». En 2000, la WorldFengur est créée comme le registre officiel du cheval islandais de la FEIF. Ce registre est une base de données internet utilisée comme un studbook pour tracer les lignées de la race. Le registre contient des informations sur le pedigree, l'éleveur, le propriétaire, la descendance, une photo, les évaluations, les frais et le numéro d'identification de chaque cheval enregistré. La base de données a été établie par le gouvernement islandais en coopération avec le FEIF. Depuis l'origine du projet, plus de 300 000 chevaux islandais, morts et vivants, ont été enregistrés dans le monde entier.

### Préservation
À la suite d'une tentative ratée d'hybridation avec un cheval oriental et pour le protéger des maladies contagieuses, une loi de 982, toujours en vigueur, interdit l'importation de chevaux sur l'île. Les Islandais vont jusqu'à interdire le retour de tout cheval qui a quitté l'île. De même, pour le protéger des maladies équines inconnues en Islande, aucune importation de matériel destiné aux chevaux (selles, brides, etc.) n'est tolérée. Les cavaliers emportant leur tenue de monte sont priés de la désinfecter.

### Effectifs
L'islandais est très populaire en Europe de l'Ouest, en Scandinavie et en Amérique du Nord. Il y a environ 80 000 chevaux islandais en Islande et 100 000 en dehors. Plus de 50 000 islandais vivent en Allemagne, un pays qui possède des clubs et des sociétés d'élevage très actives.

### En France
En France, on dénombre environ 6 000 chevaux islandais. Ils sont pour la plupart situés dans le Nord-Est de la Lorraine et en Alsace, du fait de la proximité avec l'Allemagne dont l'élevage est florissant. On les retrouve aussi dans le centre, le sud-ouest, la Normandie et la région Rhône-Alpes. Les Haras nationaux ont enregistré 82 immatriculations d'islandais en 2007. En 2008, la France compte 64 éleveurs de chevaux islandais pour 24 étalons en activité. 143 juments ont été saillies.